# Нижня Водяна
Нижня Водяна — колишнє село в Україні, знаходилося в Компаніївському районі Кіровоградської області. Виключене з облікових даних 25 вересня 2009 року.

## Населення
Згідно з переписом УРСР 1989 року чисельність наявного населення села становила 4 особи, з яких 1 чоловік та 3 жінки.
За переписом населення України 2001 року в селі мешкали 3 особи.

### Мова
Розподіл населення за рідною мовою за даними перепису 2001 року:
| Мова       | Відсоток |
| ---------- | -------- |
| українська | 66,67 %  |
| російська  | 33,33 %  |